# Reverend Robert Walker beim Schlittschuhlaufen
Rev. Robert Walker beim Schlittschuhlaufen (The Reverend Robert Walker Skating on Duddingston Loch oder kurz The Skating Minister) ist ein Öl-Gemälde in der Scottish National Gallery in Edinburgh. Das Bild ist unsigniert und undatiert, die Autorenschaft folglich ungesichert. Einige Jahrzehnte wurde es mit einigen Zweifeln dem schottischen Maler Sir Henry Raeburn (1756–1823) zugeschrieben, mittlerweile wird der in den 1790er Jahren in England und Schottland lebende Franzose Henri-Pierre Danloux (1753–1809) als Autor diskutiert.
Bis 1949, als es von Schottland ersteigert wurde, war es so gut wie unbekannt. Heute ist es eines von Schottlands bekanntesten Gemälden und wird als Ikone schottischer Kultur angesehen, gemalt während einer der bedeutendsten Perioden in der Geschichte des Landes, dem Scottish Enlightenment.

## Reverend Robert Walker
Der im Gemälde porträtierte Kirchenmann ist Reverend Robert Walker. Er war Seelsorger der Church of Scotland und wurde am 30. April 1755 in Monkton, Ayrshire, geboren. Als er ein Kind war, war sein Vater Seelsorger der Scots Kirk in Rotterdam, so dass der junge Robert fast sicher auf den gefrorenen Kanälen der Niederlande Schlittschuhlaufen lernte. Er wurde 1770 von der Presbytery of Edinburgh im Alter von fünfzehn Jahren lizenziert. Er heiratete Jean Fraser 1778 und hatte 5 Kinder. 1779 wurde er Mitglied der Royal Company of Archers und 1798 deren Kaplan.
Er war sowohl Seelsorger der Canongate Kirk als auch Mitglied der Edinburgh Skating Society, dem ältesten Eislaufclub in Britannien. In den 1780ern gab es eine Reihe besonders kalter Winter in Schottland, so dass die Seen zufroren. Die Clubmitglieder trafen sich auf dem Duddingston Loch, wie im Gemälde gezeigt, oder auf dem Lochend Loch nordöstlich zwischen Edinburgh und Leith, wenn diese Seen entsprechend zugefroren waren.

## Das Bild
Das Gemälde ist insofern überraschend und außergewöhnlich, als es einen kurzen Bewegungsmoment einfängt; über der Darstellung liegt zudem ein feiner Humor. Um Mitglied im Schlittschuhclub zu werden, musste man auf einem Bein einen Kreis fahren. Das Bild scheint Walker bei dieser Aufgabe zu zeigen, er steht auf dem linken Bein, das rechte ist nach hinten abgespreizt, der Oberkörper leicht nach vorn geneigt. Er ist von der Seite streng im Profil dargestellt, das Gesicht von der Kälte gerötet, die Arme vor der Brust verschränkt, ganz in Schwarz und mit Hut; am Detail des Hutes ist eine kleine Korrektur zu erkennen. Der Mantel weht leicht im Fahrtwind und auf dem Eis sind Fahrspuren zu erkennen. Im Hintergrund graue, leicht rosig getönte Wolken.

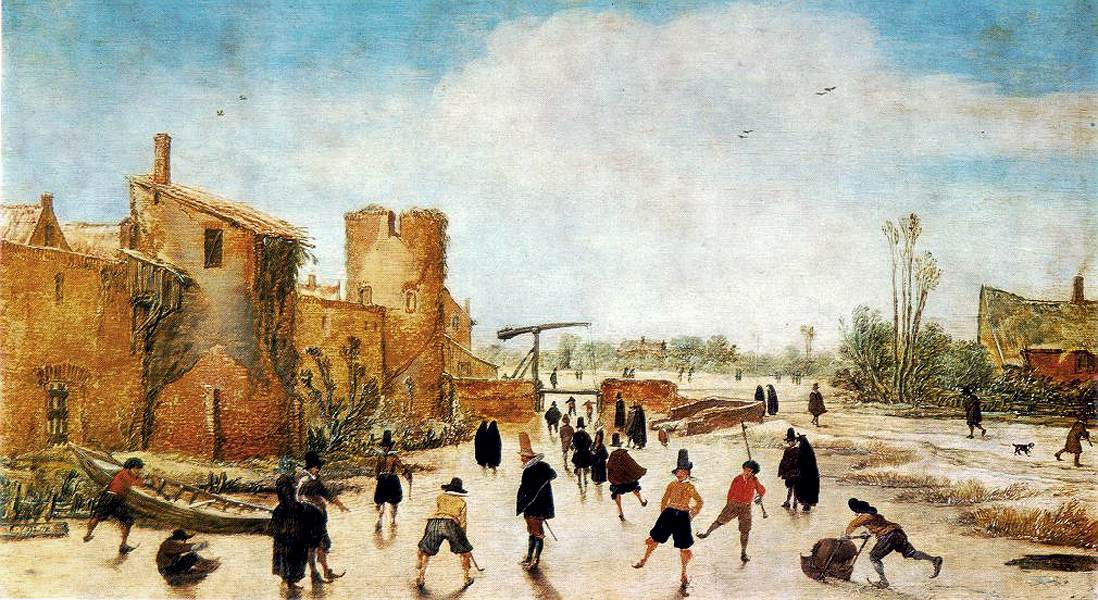
Esaias van de Velde: Freude am Eis am Wallgraben, 1618, Alte Pinakothek, München

Das Bildmotiv ist in dieser Form als Porträt ungewöhnlich, obwohl es Vorbilder von schlittschuhlaufenden Menschen aus der holländischen Genremalerei gibt. Wie in Porträts meistens üblich, ist der Hintergrund zweitrangig, die angedeutete Landschaft trägt hier jedoch zusammen mit dem Gesichtsausdruck und der Person des Reverend zu einer gewissen Stimmung bei, die offensichtlich bis heute als typisch schottisch empfunden wird.

## Zuschreibungsdebatte
Das Bild tauchte 1902 zum ersten Mal aus dem völligen Vergessen auf, als ein Restaurator darauf hinwies, dass es der Pflege bedürfe. 1914 wurde es von Beatrix Scott bei Christie’s zum Verkauf angeboten, aber es erzielte nicht den erhofften Preis von 1000 Guineas. Im gleichen Jahr äußerte James Greig als Erster die Idee, das Bild könnte eventuell von Raeburn stammen.
Die Zuschreibung des Bildes war immer schon zweifelhaft, und wurde auch in Publikationen der National Gallery of Scotland (heute Scottish National Gallery) seit 1949 wiederholt nur mit Vorsicht geäußert. In verschiedenen Führern der Galerie hieß es beispielsweise, das Bild habe "keine Parallele in Raeburns Werk" ("no parallel in Raeburn's work") und es wurde als "puzzle painting" angesehen. 1972, als die Gallery eine Geschichte seiner Sammlung herausgab, wurde The Skating Minister nicht einmal erwähnt und fünf Jahre zuvor beschrieb man es als "im Charakter ganz anders als irgendein anderes bekanntes Bild von Raeburn" ("in character quite unlike any other known paintings by Raeburn").
Im Museumsführer von 1989 der National Gallery of Scotland (Scala Books, S. 79) war zu lesen, es handele sich um "...ein rätselhaftes Bild. Es ist untypisch für den Künstler (hier: Raeburn; Anm. d. Verf.), in seinem Stil, wie in seinen Dimensionen; es ist sehr gut möglich, dass es nicht von Raeburn ist".
Während einer großen Raeburn-Ausstellung in Edinburgh und London 1997–1998 bemerkten diverse Kunstkenner, dass das Bild vom Skating Minister aus dem Gesamtwerk des Schotten völlig herausfiel; Zweifel äußerte insbesondere Alastair Laing, und auch Alex Kidson vom renommierten Burlington Magazine meinte: "Man muss sagen, dass es in diesem Zusammenhang überhaupt nicht wie ein Raeburn aussieht".
Im März 2006 äußerte schließlich Stephen Lloyd, Kurator der Scottish National Portrait Gallery, öffentlich die These, dass das Gemälde höchstwahrscheinlich von dem französischen Künstler Henri-Pierre Danloux (1753–1809) stamme, und nicht von Sir Henry Raeburn. Sobald diese Information der Galerie vorlag, wurde das Namensschild des Gemäldes um den Satz “Recent research has suggested that the picture was actually painted… by Henri-Pierre Danloux” ergänzt. Seitdem wurde diese Idee nicht nur unter Fachleuten, sondern auch in der schottischen Presse von vielen Leuten debattiert. Kreise der schottischen Gesellschaft fühlten sich in ihrem Nationalstolz angegriffen, und die Zeitung The Herald stellte in einer Schlagzeile die Frage, ob das Gemälde ein "Meisterwerk von dem großen schottischen Künstler Henry Raeburn oder nur ein ziemlich nettes Gemälde von einem obskuren Franzosen" sei. Einer der härtesten Gegner der Zuschreibung an Danloux ist Duncan Thomson, früherer Leiter der Scottish National Portrait Gallery und Koautor eines Buchs über das Gemälde.
Argumente, die für Danloux sprechen, sind u. a. die Tatsache, dass er in den 1790ern mehrmals in Edinburgh war, also zur Entstehungszeit von The Skating Minister. Auch Leinwand und Maß des Gemäldes sind die eines französischen Malers. Das Bild fügt sich außerdem stilistisch problemlos in das Œuvre von Danloux ein, ebenso das ziemlich extravagante Motiv in Bewegung und die Darstellung im Profil, während all diese Faktoren völlig untypisch für Raeburn sind. Olivier Meslay, Konservator des Louvre, Spezialist für britische Malerei und für Henri-Pierre Danloux, meint, das einzige, was nicht typisch für Danloux sei, sei die "Leere" im Hintergrund.
Anhänger Raeburns spekulieren, er habe dieses Bild, anders als sonst, nicht im Auftrag, sondern "zu seinem eigenen Vergnügen" gemalt - eine Theorie, die nicht beweisbar ist, da man keinerlei Informationen über die Entstehung des Bildes hat. Ein anderes Argument lautet, Raeburn habe nie vorbereitende Vorzeichnungen gemacht, und musste daher immer wieder Korrekturen vornehmen. Dies sei in diesem Gemälde beispielsweise am Hut geschehen, und somit ein Indiz für die Autorenschaft von Raeburn. Auch dies ist in Wahrheit kein Beweis für Raeburn, weil Korrekturen auch von anderen Malern an ihren Bildern vorgenommen wurden.
Trotz einer anhaltenden Kontroverse über die Zuschreibung wurde das Gemälde 2006 nach New York City zum Tartan Day geschickt, einer wichtigen schottischen Feier. Das war ein bedeutendes Ereignis, und zeigte, dass das Gemälde von den Verantwortlichen immer noch als vitaler Teil der schottischen Kultur, und möglicherweise auch immer noch als Arbeit eines Schotten angesehen wurde.

## Bibliographie
- The Skating Minister: The Story Behind the Painting, Lynne Gladstone-Millar, Woodstocker Books, 2005, ISBN 1-901663-85-X (Das Buch gibt die Geschichte hinter dem Bild wieder. Es enthält Details über den Raeburn, den Reverend, und das Gemälde)
- 100 Meisterwerke aus den großen Museen der Welt Bd. 4, Hrsg. Wibke von Bonin, Mitautor Edwin Mullins, vgs, 1988, ISBN 3-8025-2180-3
- „Le Patineur d’Henry Raeburn, une icône de l’art écossais, serait un tableau d’Henri-Pierre Danloux“ („Der Schlittschuhläufer von Henry Raeburn, eine Ikone der schottischen Kunst, möglicherweise ein Gemälde von Henri-Pierre Danloux“), in: La Tribune de l'art, 9. März 2005, Archiv online, zuletzt gesehen am 2. September 2018. (französisch)